# Organización territorial de Chile
La organización territorial de Chile corresponde a la división que se hace del territorio chileno con fines políticos y administrativos, según lo definido por la Constitución de 1980. Este cuerpo legal establece que el país corresponde a un estado unitario, cuya administración es funcional y territorialmente descentralizada o desconcentrada, en su caso, de conformidad con la legislación vigente. Los órganos del Estado deben promover el fortalecimiento de la regionalización del país y el desarrollo equitativo y solidario entre las regiones, provincias y comunas del territorio nacional.
Para el gobierno y la administración interior del Estado, el territorio de la República de Chile se divide actualmente en 16 regiones, que a su vez se subdividen en 56 provincias; para los efectos de la administración local, las provincias se subdividen en 346 comunas.
A contar del 6 de septiembre de 2018, se agregó la región de Ñuble, capital Chillán, que está integrada por tres provincias —Diguillín, Itata y Punilla—. Esta nueva región se creó con la antigua provincia de Ñuble de la región del Biobío.

## Historia
La división político-administrativa de Chile se ha caracterizado por una permanente evolución en el tiempo. Ya antes de la formación del país, la administración colonial estableció divisiones que permitieran administrar de mejor forma el territorio. Durante el siglo XVI, la Gobernación estuvo formada por 12 corregimientos, los cuales variaron en los años siguientes con la segregación de territorios hacia otras divisiones del Imperio español. En 1786, las reformas borbónicas reemplazaron los corregimientos por dos intendencias, Santiago y Concepción, subdivididas en partidos. Dentro de las primeras medidas del primer Congreso Nacional de 1811 fue crear una nueva Intendencia de Coquimbo.
Una vez alcanzada la independencia, diversos modelos de organización del nuevo país fueron propuestos e implantados brevemente. Durante los primeros años se mantuvo en gran medida la división de origen español, apenas con algunos cambios de nombres a cada unidad administrativa. La primera gran reforma vino de la mano de las Leyes Federales de 1826, que dieron origen a 8 provincias: Coquimbo, Aconcagua, Santiago, Colchagua, Maule, Concepción, Valdivia y Chiloé. Aunque el ensayo federalista duró unos pocos meses, sirvió de base para la propuesta de división de la Constitución de 1828.

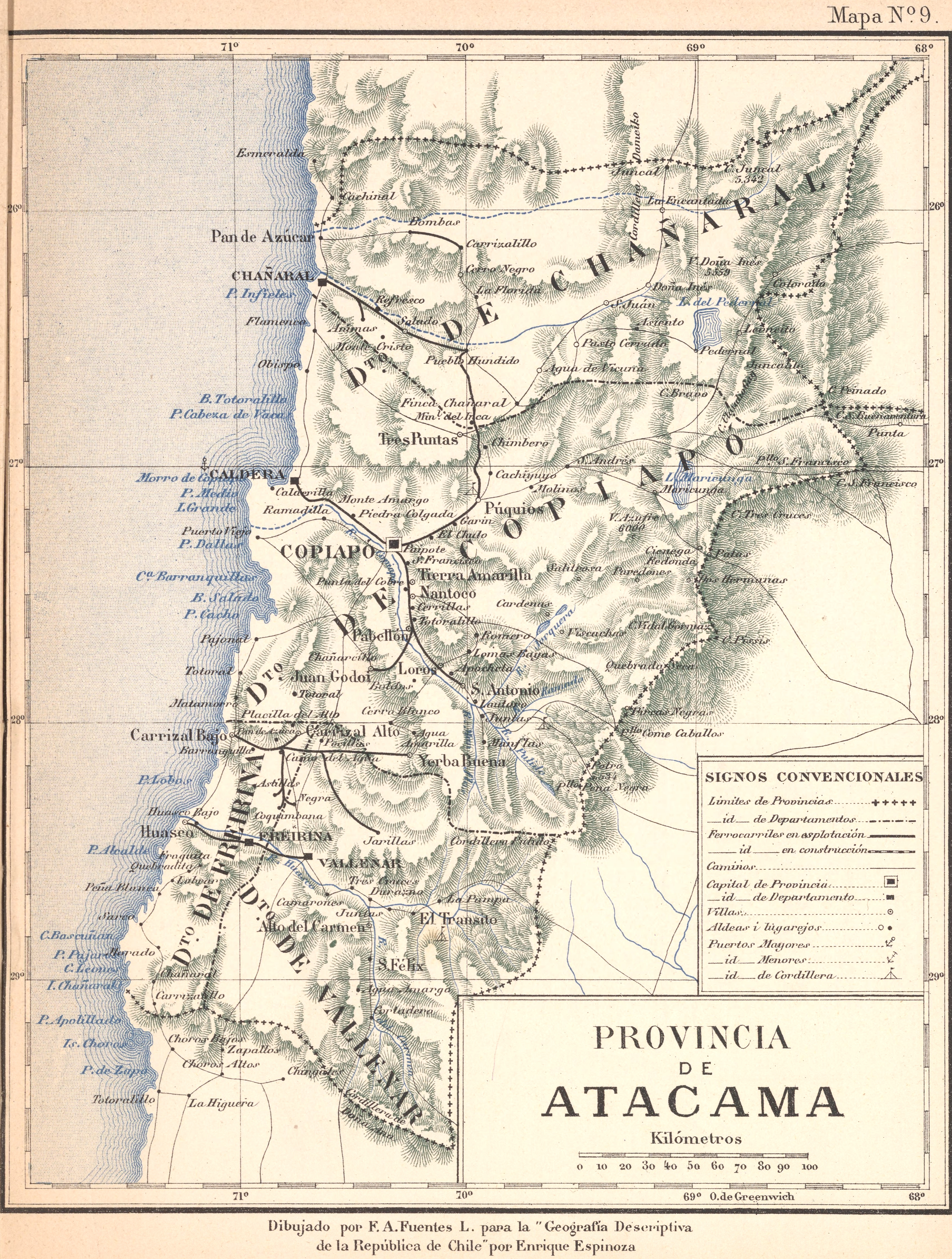
Antiguo mapa de la Provincia de Atacama (creada en 1843) y sus cuatro departamentos: Chañaral, Copiapó, Freirina y Vallenar.

La victoria en la guerra civil dio paso a la implementación de la Constitución de 1833, que se mantendría vigente por casi un siglo. La carta fundamental definió la división política del país en provincias, conformada sucesivamente por departamentos, subdelegaciones y distritos. El desarrollo del país, el crecimiento de la población y la importante expansión del territorio nacional a mediados del siglo XX forzaron la creación de nuevas provincias y sus respectivas subdivisiones. Para apoyar los procesos de colonización en el sur del país, se crearon territorios de colonización como los de Llanquihue, Angol y Magallanes. Mientras los dos primeros duraron algo más de una década antes de convertirse en provincias, el último debió esperar varias décadas más. Por otro lado, la Guerra del Pacífico expandió el territorio chileno hacia el norte, por lo que se sumaron las nuevas divisiones de Tacna (1884), Tarapacá (1884) y Antofagasta (1888). En 1891, se promulgaron la Ley de Comuna Autónoma y el Decreto de Creación de Municipalidades de Chile, los que permitieron profundizar la descentralización y mejorar la administración local. Hacia el fin del siglo XIX, el país estaba dividido en 23 provincias, además del territorio de Magallanes.
La Constitución de 1925 no cambió la estructura administrativa del país. En 1928, sin embargo, un conjunto de decretos modificaron la distribución de los territorios, suprimiendo varias provincias y comunas-subdelegaciones. Como resultado, Chile estuvo dividido en 16 provincias y dos territorios de colonización (Aysén y Magallanes), que se convertirían en provincias en 1929. Ese mismo año, se resolvió la Cuestión de Tacna y Arica, disolviéndose la provincia de Tacna y quedando únicamente el departamento de Arica más parte de la parte del sur de la provincia de Tacna, en territorio chileno. Pese a que los decretos de 1928 intentaron reducir el número de provincias y departamentos, rápidamente estos fueron recreados y en una década se alcanzaron las 25 provincias, esquema que se mantendría con algunas variaciones hasta 1974.

### La regionalización

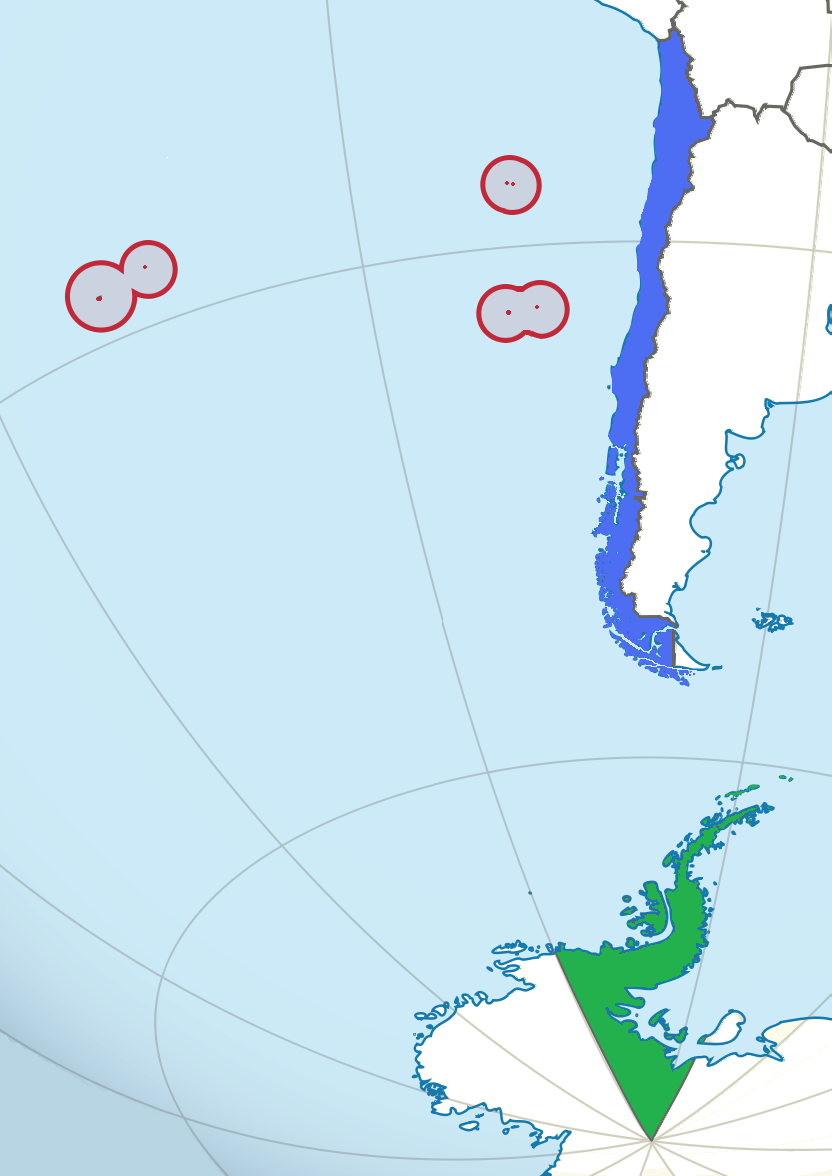
Mapa de las tres áreas en que se divide el territorio chileno:
En azul: Chile continental.
En rojo: Chile insular.
En verde: Chile antártico.

Las dieciséis regiones que conforman actualmente Chile, con el número romano utilizado históricamente para designarlas. La Región Metropolitana nunca tuvo asignado un número, siendo abreviada «RM».

- A mediados del siglo XX, diversas instituciones pensaron ideas para reformar la división administrativa, de forma tal de hacerla más simple y eficiente. En 1950, la Corporación de Fomento de la Producción (Corfo) propuso seis macrorregiones, siguiendo criterios geográficos: el Norte Grande, el Norte Chico, el Núcleo Central, Concepción y La Frontera, la Región de Los Lagos y la Región de Los Canales. Esta propuesta pretendía potenciar el desarrollo económico, al unificar territorios con cierta homogeneidad en recursos naturales, población y vocación económica.[2]

- En 1964, el presidente Eduardo Frei Montalva propuso una reforma constitucional que impulsara la redistribución del ordenamiento político-administrativo del país, agrupando provincias en zonas o regiones, siguiendo criterios geoeconómicos y demográficos. La reforma fue aprobada por la Cámara de Diputados, pero no logró ser despachada de la comisión del Senado en que entró.[3] En 1969, la Oficina de Planificación Nacional (Odeplan) continuó con esta iniciativa y generó una propuesta de 12 regiones, que agrupaban a las provincias existentes en esa época, dejando un área metropolitana especial para la provincia de Santiago.[2] El objetivo era generar polos de desarrollo económico y social. La propuesta de la Odeplan fue aprobada en el Decreto Supremo 1104, pero nunca fue aplicado sistemáticamente por otras instituciones gubernamentales.[2][4]

- Tras el golpe de Estado de 1973, la Junta Militar de Gobierno definió como una de sus prioridades el establecimiento de una “nueva institucionalidad”, en el marco de la cual se puso prioridad desde un comienzo a una reforma administrativa del Estado.[5] Para liderar ese proceso, fue instaurada la Comisión Nacional de la Reforma Administrativa (CONARA) el 17 de diciembre de 1973. Las bases del proceso de regionalización promovían “una nueva división político-administrativa del territorio nacional con el objeto de posibilitar la planificación del desarrollo”,[6] y para ello se estableció una estructura conformada por regiones y provincias para el gobierno y administración interiores del Estado, mientras las provincias se dividirían en comunas para la administración local.[6] La creación, modificación y supresión de estas regiones, provincias y comunas serían materia de ley, mientras que se permitía la creación de “áreas metropolitanas” con regímenes especiales de gobierno y administración.[6]

- La Junta Militar proclamó en julio de 1974 la nueva división del país, fusionando algunas de las antiguas provincias para dar origen a 12 regiones y un “Área Metropolitana de Santiago”.[7] Cada una de las doce regiones fueron denominadas con ordinales escritos en números romanos, siguiendo el orden geográfico de norte a sur, desde la I Región a la XII Región, en el extremo austral.[7] Entre noviembre de 1975 y enero de 1976, se estableció la división de las regiones en provincias y el área metropolitana se convirtió en la Región Metropolitana de Santiago.[8][9] Las regiones agregaron un nombre propio recién a fines de 1978.[10] En 1979, nuevos ajustes crearon cinco nuevas provincias, modificaron los límites regionales y provinciales,[11] y además cambiaron la división comunal del país.[12]

- La nueva división del país en regiones, provincias y comunas, que comenzó a regir en 1976, dura hasta la actualidad. Desde 2005, la creación, supresión y denominación de regiones, provincias y comunas, la modificación de sus límites y la fijación de las capitales de las regiones y provincias son materia de ley orgánica constitucional. Si bien varias comunas han sido creadas luego de la regionalización, pocos cambios se han realizado a la estructura de regiones y provincias; la excepción fue en 2007, cuando nacieron las regiones de Arica y Parinacota y Los Ríos, creando además dos nuevas provincias.

- El 30 de julio de 2007, se publicó la ley 20193, que reformó la Constitución de Chile, estableciendo a la isla de Pascua y al archipiélago de Juan Fernández como «territorios especiales»,[13] cuyo gobierno y administración deben ser determinados por un estatuto especial, contemplado en la ley orgánica constitucional respectiva, por dictarse. Mientras no entren en vigencia tales estatutos, dichos territorios continuarán rigiéndose por las normas comunes en materia de división político-administrativa y de gobierno y administración interior del Estado.

## Estructura actual

### Regiones

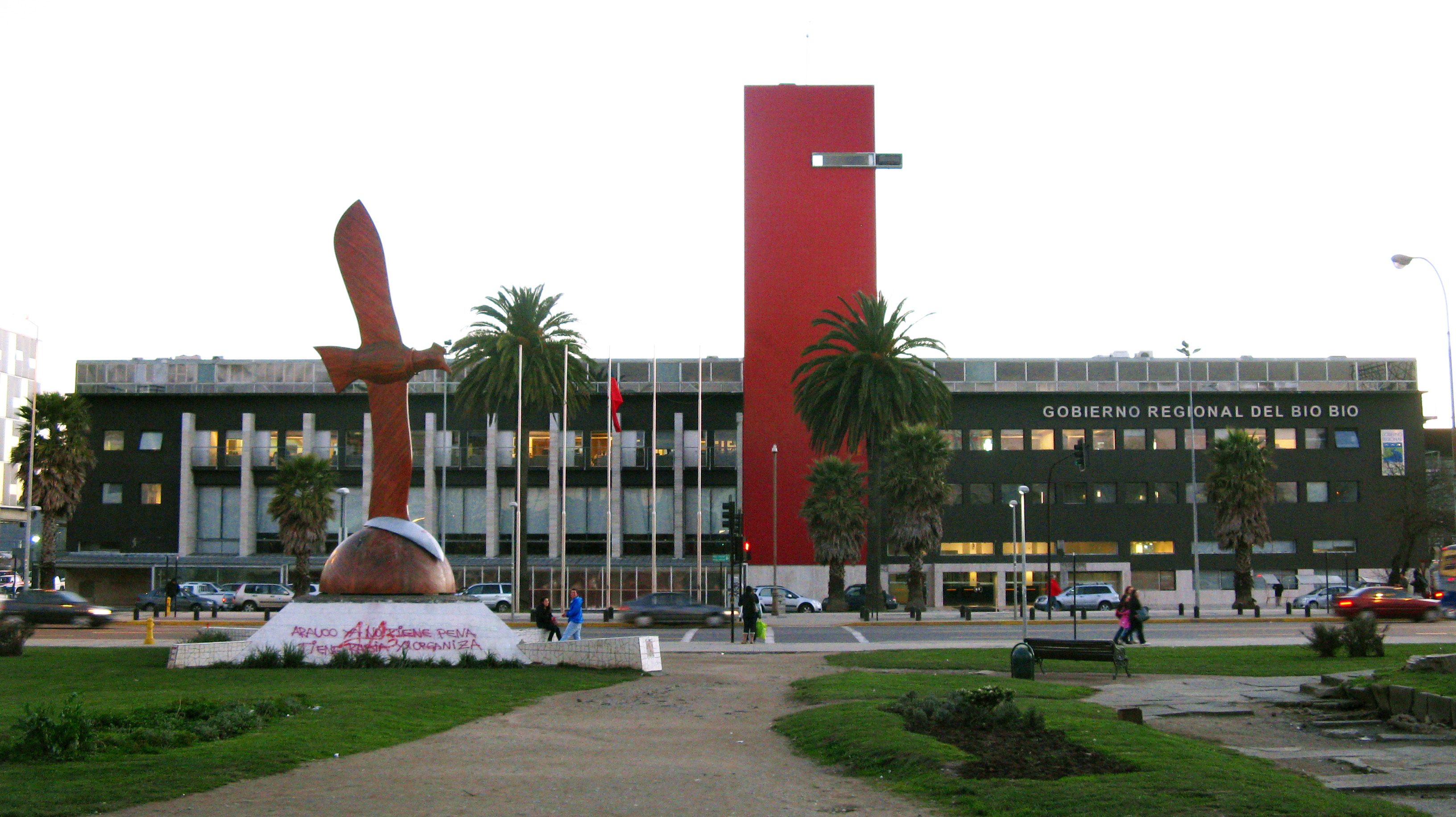
Edificio del Gobierno Regional del Biobío, ubicado en la capital regional, Concepción.

La región es la máxima unidad administrativa en que se divide el país. Fue creada durante el proceso de regionalización llevado a cabo a mediados de los años 1970, reagrupando a las antiguas provincias. Doce regiones fueron ideadas originalmente, a las que se sumó la Región Metropolitana de Santiago en 1976, junto a la implementación de la reforma administrativa ese mismo año. En 2007 se crearon dos nuevas regiones (Arica y Parinacota y Los Ríos) a partir de la división de otras dos (Tarapacá y Los Lagos respectivamente), estableciéndose así 15 regiones en el país. En 2017, a partir de la división de la Región del Biobío, se crea la Región de Ñuble, la cual entró en vigencia en 2018 aumentando el total de regiones a 16.
El gobierno de la región reside en el Delegado presidencial regional de Chile, que nombra el propio Presidente de Chile, siendo de su exclusiva confianza. Los ministerios (salvo los de Interior, Defensa Nacional, Relaciones Exteriores y Secretaría General de la Presidencia) están desconcentrados a nivel regional, siendo representados por secretarios regionales ministeriales (Seremis). Estos seremis integran el llamado “gabinete regional”, presidido por el  Delegado presidencial regional de Chile
La administración de la región, en tanto, está radicada en el gobierno regional, constituido por el Gobernador regional de Chile, que desde 2021 se elige por voto popular es responsable del desarrollo social, cultural y económico de la región, y también tendrá atribuciones en los ámbitos de planificación, presupuesto, administración y territorio. y quien preside el consejo regional. Este consejo regional es el encargado de hacer efectiva la participación de la ciudadanía en la administración de la región. Hasta 2013, los consejeros que conforman este organismo fueron seleccionados por elección indirecta, a través de los concejales electos democráticamente por la ciudadanía. Una reforma constitucional cambió ello, y desde 2014 los consejeros regionales son electos directamente cada cuatro años. El número de consejeros varía por región según su número de habitantes, yendo desde los 14 hasta los 34 consejeros que tiene la región más poblada.

### Provincias
La unidad intermedia de la estructura administrativa chilena es la provincia. En la actualidad, la provincia difiere bastante de las provincias existentes hasta 1976, cuando eran la unidad superior administrativa. Al año 2025, hay 56 provincias —luego de la creación de la Provincia de Marga Marga mediante la ley que entró en vigencia el 11 de marzo de 2010 y la creación de Diguillín, Itata y Punilla el 6 de septiembre de 2018—.
El gobierno y administración de la provincia le corresponde al Delegado presidencial provincial de Chile, nombrado por el Presidente de la República, siendo de su exclusiva confianza. Ejerce sus atribuciones de acuerdo con las instrucciones del Delegado presidencial regional de Chile. De acuerdo a la Constitución, el delegado está a cargo de la supervigilancia de los servicios públicos existentes en la provincia. Los delegados de la provincia en que se encuentra situada la capital regional subrogan al Delegado presidencial regional de Chile, en caso de ausencia de este.
La única excepción la constituye la Provincia de Santiago, que no contempla una gobernación provincial en su normativa, correspondiéndole su dirección al intendente de la Región Metropolitana de Santiago. En enero de 2001 se creó la figura de la Delegación Provincial de Santiago, a cargo de un delegado provincial, que ejerce las funciones de un gobernador provincial en representación del respectivo intendente.
Aunque actualmente la provincia de Santiago no posee un Delegado Presidencial Provincial. Con la nueva ley de descentralización, las gobernaciones de las capitales regionales se extinguen junto con las intendencias, generando una fusión en sus equipos de trabajo, pasando a conformar la Delegación Presidencial Regional, a cargo del Delegado presidencial de la Región Metropolitana de Santiago. Por lo cual no existe una Delegación presidencial provincial de Santiago.

### Comunas

Escudo de la comuna de Osorno. La mayoría de las comunas o ciudades están identificadas con un escudo de armas, muchos provenientes de la época colonial.

La comuna es la unidad básica de la estructura político-administrativa de Chile. Pese a las sucesivas reformas administrativas ocurridas en el país, el concepto de comuna se ha mantenido desde los inicios de la República, e incluso puede considerarse una continuación del cabildo colonial.
Existen 346 comunas en el país y las diferencias entre ellas son sustanciales. Si bien la idea general de una comuna corresponde al territorio en torno a un núcleo urbano relevante, esto no siempre es así. Por un lado, existen comunas de carácter mayoritariamente rural sin un núcleo urbano definido; y, por otro, algunas grandes conurbaciones están divididas en múltiples comunas, siendo la ciudad de Santiago de Chile el caso más evidente, al estar constituida por 36 comunas. En la mayoría de los casos, el nombre de la comuna proviene de la localidad en que se encuentra la sede administrativa de ésta, aunque existen unas cuarenta comunas heterónomas, donde ello no ocurre.
La administración local de cada comuna —o agrupación de comunas en casos específicos— reside en una municipalidad, constituida por un alcalde y un concejo comunal, electos directamente por un periodo de cuatro años renovable. El concejo comunal está compuesto por 6, 8 o 10 concejales, de acuerdo a la cantidad total de votantes registrados en la comuna.
Las municipalidades representan la descentralización del poder central. Tienen diversas tareas a su cargo, desde el aseo comunal y los programas de desarrollo social para sus habitantes, hasta los servicios básicos de salud y educación primaria y secundaria. Son asesoradas por un Consejo Comunal de Organizaciones de la Sociedad Civil (COSOC), integrado por representantes de las representaciones de organizaciones territoriales de la comuna, de las organizaciones comunitarias de carácter funcional, de organizaciones de interés público, de las asociaciones y comunidades indígenas, de las asociaciones gremiales, organizaciones sindicales y de actividades relevantes para el desarrollo económico, social y cultural de la comuna. En la actualidad, existen 345 municipalidades, ya que la municipalidad de Cabo de Hornos administra tanto la comuna de Cabo de Hornos como la de Antártica.

## Organización territorial actual
Esta información territorial se basa en la información obtenida desde el INE y Según el mapa de capas territoriales
| Región                                    | Capital regional | Provincia               | Capital de la provincia | Comunas o Ciudades |
| ----------------------------------------- | ---------------- | ----------------------- | ----------------------- | --- |
| Arica y Parinacota                        | Arica            | Arica                   | Arica                   | Arica Camarones |
| Arica y Parinacota                        | Arica            | Parinacota              | Putre                   | General Lagos Putre |
| Tarapacá                                  | Iquique          | Iquique                 | Iquique                 | Alto Hospicio Iquique |
| Tarapacá                                  | Iquique          | Tamarugal               | Pozo Almonte            | Camiña Colchane Huara Pica Pozo Almonte |
| Antofagasta                               | Antofagasta      | Antofagasta             | Antofagasta             | Antofagasta Mejillones Sierra Gorda Taltal |
| Antofagasta                               | Antofagasta      | El Loa                  | Calama                  | Calama Ollagüe San Pedro de Atacama |
| Antofagasta                               | Antofagasta      | Tocopilla               | Tocopilla               | María Elena Tocopilla |
| Atacama                                   | Copiapó          | Chañaral                | Chañaral                | Chañaral Diego de Almagro |
| Atacama                                   | Copiapó          | Copiapó                 | Copiapó                 | Caldera Copiapó Tierra Amarilla |
| Atacama                                   | Copiapó          | Huasco                  | Vallenar                | Alto del Carmen Freirina Huasco Vallenar |
| Coquimbo                                  | La Serena        | Choapa                  | Illapel                 | Canela Illapel Los Vilos Salamanca |
| Coquimbo                                  | La Serena        | Elqui                   | Coquimbo                | Andacollo Coquimbo La Higuera La Serena Paihuano Vicuña |
| Coquimbo                                  | La Serena        | Limarí                  | Ovalle                  | Combarbalá Monte Patria Ovalle Punitaqui Río Hurtado |
| Valparaíso                                | Valparaíso       | Isla de Pascua          | Hanga Roa               | Isla de Pascua |
| Valparaíso                                | Valparaíso       | Los Andes               | Los Andes               | Calle Larga Los Andes Rinconada de Los Andes San Esteban |
| Valparaíso                                | Valparaíso       | Marga Marga             | Quilpué                 | Limache Olmué Quilpué Villa Alemana |
| Valparaíso                                | Valparaíso       | Petorca                 | La Ligua                | Cabildo La Ligua Papudo Petorca Zapallar |
| Valparaíso                                | Valparaíso       | Quillota                | Quillota                | Hijuelas La Calera La Cruz Nogales Quillota |
| Valparaíso                                | Valparaíso       | San Antonio             | San Antonio             | Algarrobo Cartagena El Quisco El Tabo San Antonio Santo Domingo |
| Valparaíso                                | Valparaíso       | San Felipe de Aconcagua | San Felipe              | Catemu Llaillay Panquehue Putaendo San Felipe Santa María |
| Valparaíso                                | Valparaíso       | Valparaíso              | Valparaíso              | Casablanca Concón Juan Fernández Puchuncaví Quintero Valparaíso Viña del Mar |
| Libertador General Bernardo O'Higgins     | Rancagua         | Cachapoal               | Rancagua                | Codegua Coínco Coltauco Doñihue Graneros Las Cabras Machalí Malloa Olivar Peumo Pichidegua Quinta de Tilcoco Rancagua Requínoa Rengo San Francisco de Mostazal San Vicente de Tagua Tagua |
| Libertador General Bernardo O'Higgins     | Rancagua         | Cardenal Caro           | Pichilemu               | La Estrella Litueche Marchigüe Navidad Paredones Pichilemu |
| Libertador General Bernardo O'Higgins     | Rancagua         | Colchagua               | San Fernando            | Chépica Chimbarongo Lolol Nancagua Palmilla Peralillo Placilla Pumanque San Fernando Santa Cruz |
| Maule                                     | Talca            | Cauquenes               | Cauquenes               | Cauquenes Chanco Pelluhue |
| Maule                                     | Talca            | Curicó                  | Curicó                  | Curicó Hualañé Licantén Molina Rauco Romeral Sagrada Familia Teno Vichuquén |
| Maule                                     | Talca            | Linares                 | Linares                 | Colbún Linares Longaví Parral Retiro San Javier de Loncomilla Villa Alegre Yerbas Buenas |
| Maule                                     | Talca            | Talca                   | Talca                   | Constitución Curepto Empedrado Maule Pelarco Pencahue Río Claro San Clemente San Rafael Talca |
| Ñuble                                     | Chillán          | Diguillín               | Bulnes                  | Bulnes Chillán Chillán Viejo El Carmen Pemuco Pinto Quillón San Ignacio Yungay |
| Ñuble                                     | Chillán          | Itata                   | Quirihue                | Cobquecura Coelemu Ninhue Portezuelo Quirihue Ránquil Treguaco |
| Ñuble                                     | Chillán          | Punilla                 | San Carlos              | Coihueco Ñiquén San Carlos San Fabián San Nicolás |
| Biobío                                    | Concepción       | Arauco                  | Lebu                    | Arauco Cañete Contulmo Curanilahue Lebu Los Álamos Tirúa |
| Biobío                                    | Concepción       | Biobío                  | Los Ángeles             | Alto Biobío Antuco Cabrero Laja Los Ángeles Mulchén Nacimiento Negrete Quilaco Quilleco San Rosendo Santa Bárbara Tucapel Yumbel |
| Biobío                                    | Concepción       | Concepción              | Concepción              | Chiguayante Concepción Coronel Florida Hualpén Hualqui Lota Penco San Pedro de la Paz Santa Juana Talcahuano Tomé |
| Araucanía                                 | Temuco           | Cautín                  | Temuco                  | Carahue Cholchol Cunco Curarrehue Freire Galvarino Gorbea Lautaro Loncoche Melipeuco Nueva Imperial Padre Las Casas Perquenco Pitrufquén Pucón Saavedra Temuco Teodoro Schmidt Toltén Vilcún Villarrica |
| Araucanía                                 | Temuco           | Malleco                 | Angol                   | Angol Collipulli Curacautín Ercilla Lonquimay Los Sauces Lumaco Purén Renaico Traiguén Victoria |
| Los Ríos                                  | Valdivia         | Ranco                   | La Unión                | Futrono La Unión Lago Ranco Río Bueno |
| Los Ríos                                  | Valdivia         | Valdivia                | Valdivia                | Corral Lanco Los Lagos Máfil Mariquina Paillaco Panguipulli Valdivia |
| Los Lagos                                 | Puerto Montt     | Chiloé                  | Castro                  | Ancud Castro Chonchi Curaco de Vélez Dalcahue Puqueldón Queilén Quellón Quemchi Quinchao |
| Los Lagos                                 | Puerto Montt     | Llanquihue              | Puerto Montt            | Calbuco Cochamó Fresia Frutillar Llanquihue Los Muermos Maullín Puerto Montt Puerto Varas |
| Los Lagos                                 | Puerto Montt     | Osorno                  | Osorno                  | Osorno Puerto Octay Purranque Puyehue Río Negro San Pablo San Juan de la Costa |
| Los Lagos                                 | Puerto Montt     | Palena                  | Chaitén                 | Chaitén Futaleufú Hualaihué Palena |
| Aysén del General Carlos Ibáñez del Campo | Coyhaique        | Aysén                   | Puerto Aysén            | Aysén Cisnes Guaitecas |
| Aysén del General Carlos Ibáñez del Campo | Coyhaique        | Capitán Prat            | Cochrane                | Cochrane O'Higgins Tortel |
| Aysén del General Carlos Ibáñez del Campo | Coyhaique        | Coyhaique               | Coyhaique               | Coyhaique Lago Verde |
| Aysén del General Carlos Ibáñez del Campo | Coyhaique        | General Carrera         | Chile Chico             | Chile Chico Río Ibáñez |
| Magallanes y de la Antártica Chilena      | Punta Arenas     | Antártica Chilena       | Puerto Williams         | Antártica Cabo de Hornos |
| Magallanes y de la Antártica Chilena      | Punta Arenas     | Magallanes              | Punta Arenas            | Laguna Blanca Punta Arenas Río Verde San Gregorio |
| Magallanes y de la Antártica Chilena      | Punta Arenas     | Tierra del Fuego        | Porvenir                | Porvenir Primavera Timaukel |
| Magallanes y de la Antártica Chilena      | Punta Arenas     | Última Esperanza        | Puerto Natales          | Natales Torres del Paine |
| Metropolitana de Santiago                 | Santiago         | Chacabuco               | Colina                  | Colina Lampa Tiltil |
| Metropolitana de Santiago                 | Santiago         | Cordillera              | Puente Alto             | Pirque Puente Alto San José de Maipo |
| Metropolitana de Santiago                 | Santiago         | Maipo                   | San Bernardo            | Buin Calera de Tango Paine San Bernardo |
| Metropolitana de Santiago                 | Santiago         | Melipilla               | Melipilla               | Alhué Curacaví María Pinto Melipilla San Pedro |
| Metropolitana de Santiago                 | Santiago         | Santiago                | Santiago                | Cerrillos Cerro Navia Conchalí El Bosque Estación Central Huechuraba Independencia La Cisterna La Granja La Florida La Pintana La Reina Las Condes Lo Barnechea Lo Espejo Lo Prado Macul Maipú Ñuñoa Pedro Aguirre Cerda Peñalolén Providencia Pudahuel Quilicura Quinta Normal Recoleta Renca San Miguel San Joaquín San Ramón Santiago Vitacura |
| Metropolitana de Santiago                 | Santiago         | Talagante               | Talagante               | El Monte Isla de Maipo Padre Hurtado Peñaflor Talagante |
| 16 regiones                               | 16 regiones      | 56 provincias           | 56 provincias           | 346 comunas |

## Reformas a la regionalización
El cambio realizado en 1976, sin embargo, no logró solucionar los problemas existentes respecto a la administración territorial del Estado, y diversas reformas han sido propuestas a lo largo del tiempo para mejorar aquello.

### Autonomía y representatividad

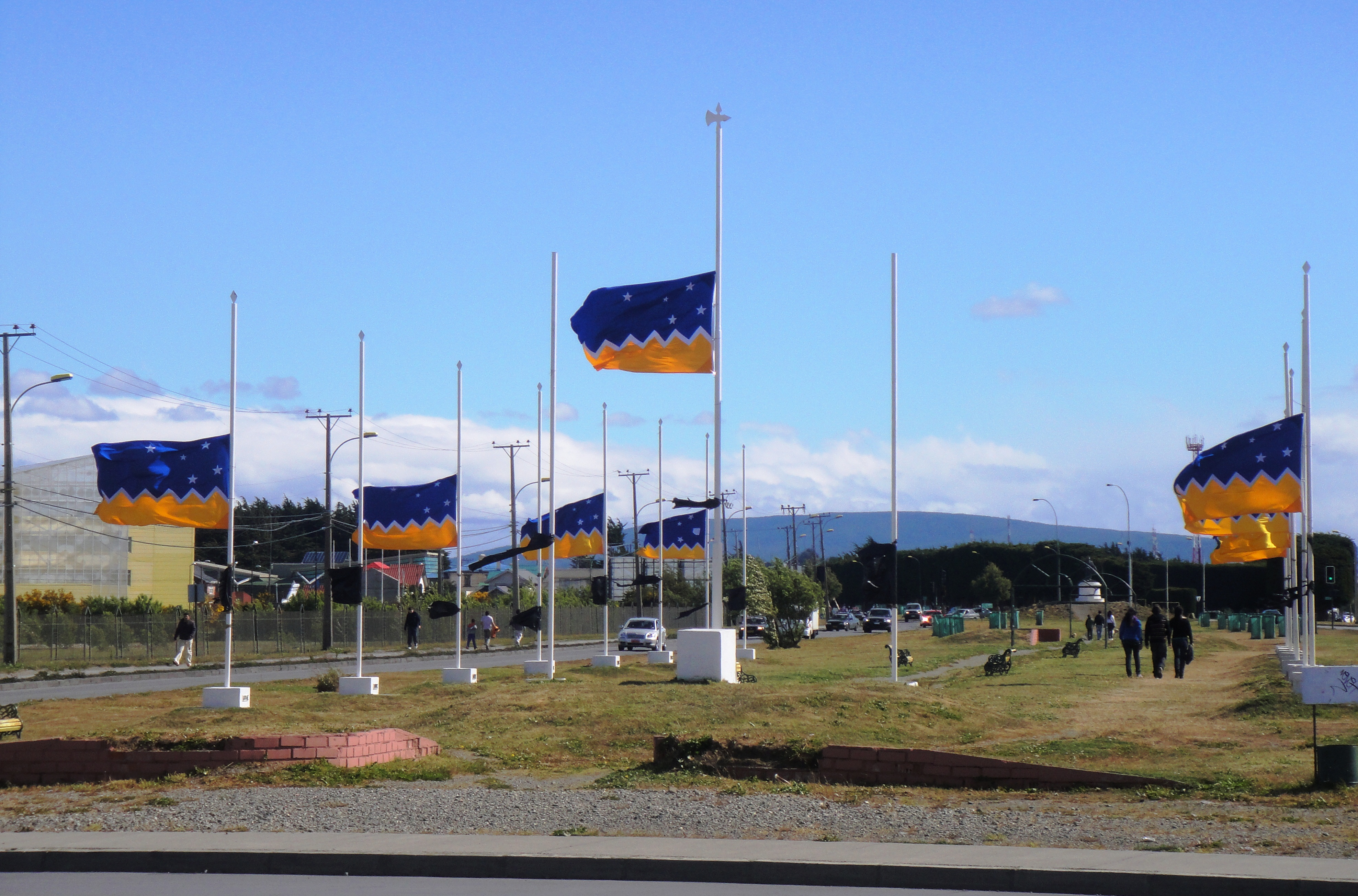
La bandera magallánica es utilizada como un importante símbolo para reclamar mayor autonomía dentro de dicha región.

Varias críticas apuntan al modelo de administración del Estado que, si bien se enfocaba en la descentralización de este, entregó pocas herramientas para llevarla a cabo de manera efectiva. La organización territorial en Chile se diseñó históricamente con perspectivas económicas, militares y administrativas, pero no consideró la representatividad de la ciudadanía ni fue pensada como una forma de transferencia del poder. Esto explica que el nivel de autonomía entregado a las regiones y sus subdivisiones sea bajo y que, de todas formas, muchas decisiones sean tomadas por el Gobierno central.
La estructura territorial, además, trata legalmente a todas las regiones de la misma forma. Esto ha generado críticas por algunos analistas, que plantean que esta uniformidad acentúa la centralización, pues no todas las regiones tienen las mismas realidades y, por lo tanto, no debiesen ser tratadas iguales. Recién en 2007 se establecieron territorios con características especiales, que pudieran ajustarse a las peculiaridades propias de las zonas insulares.
En las últimas décadas se han planteado reformas al sistema para profundizar la descentralización del poder, así como democratizar y entregar autonomía real a las regiones. Dentro de estos cambios que han sido implementados, se destaca la elección directa de las autoridades comunales en 1992 y de los consejeros regionales en 2013; varios políticos propusieron la elección directa de los intendentes, y es así como en 2017 se aprobó en Congreso Nacional la elección del órgano ejecutivo de cada gobierno regional, el cual pasará a llamarse gobernador regional y será electo por primera vez en abril de 2021. Algunas consignas a favor de mayor descentralización han estado presentes en diversas manifestaciones, destacando las ocurridas en Magallanes (2011) y Aysén (2012), que han dado origen a movimientos políticos como el Partido Regionalista de los Independientes.

### Divisiones administrativas

Mapa de Chile con 13 regiones y límites fronterizos vigentes hasta 1994.

Una de las motivaciones tras el proceso de regionalización estuvo la reducción del aparato público, muchas veces considerado ineficiente, al tener 25 provincias, más de 50 departamentos y cientos de comunas. Por ello, la reforma administrativa decidió reorganizar estos territorios, fusionándolos para lograr las 13 regiones originales. Sin embargo, en algunas ocasiones esta división fue rechazada por las comunidades locales que perdieron la autonomía que hasta ese entonces poseían. Diversas propuestas de cambios han sido formuladas, las cuales son evaluadas por la Subsecretaría de Desarrollo Regional y Administrativo (Subdere), antes de ser presentadas al Congreso Nacional para su debate legislativo.
Dentro de los ejemplos más claros estuvo la fusión de las provincias de Valdivia, Osorno, Llanquihue y Chiloé en la Región de Los Lagos. Valdivia, una de las ciudades más antiguas del país, mantuvo por siglos su autonomía (incluso siendo uno de los pocos territorios colonizados al sur de La Frontera); sin embargo, la nueva regionalización incorporó esta provincia a una región dirigida desde Puerto Montt. La rivalidad entre ambos polos urbanos, la distancia entre los puntos extremos de la región, las diferencias económicas y sociales entre ambos sectores y el centralismo intrarregional motivaron a la discusión de una división de la región.
Una situación similar vivió la Región de Tarapacá, producto de la tensión de sus dos principales urbes, Arica e Iquique, separadas 300 km por el desierto. Previo a su incorporación en el territorio chileno, ambas ciudades estuvieron en diferentes divisiones administrativas, manteniéndose Arica en la Provincia de Tacna hasta el retorno de la capital provincial al Perú. Arica fue sumada así a la Provincia de Tarapacá, con capital en Iquique, lo que se mantuvo tras la regionalización. Esto motivó la creación de diversos grupos en Arica para solicitar la creación de una región propia, tras el retorno de la democracia.
En 2005, las propuestas de creación de dos nuevas regiones fueron ingresadas al Congreso y, en 2007, las leyes que crearon la Región de Los Ríos y la Región de Arica y Parinacota fueron promulgadas.
Aunque estas dos nuevas regiones lograron mejorar los problemas en la división establecidos por la regionalización de 1976, diversas propuestas de nuevas regiones han surgido con mayor o menor apoyo. Dentro de las propuestas de nuevas regiones se encuentra El Loa (provincias de El Loa y
Tocopilla), Aconcagua, Maule Sur (provincias de Linares y Cauquenes, y comuna Constitución), Osorno y Chiloé.
La discusión a nivel de provincia ha sido bastante menos relevante. Nuevas provincias fueron creadas por decreto a los pocos años de instaurada la regionalización, mientras que la creación de las regiones de Los Ríos y de Arica y Parinacota en 2007 agregó dos provincias (El Tamarugal y Ranco) a la estructura administrativa. La única propuesta debatida en el Congreso fue la creación de la Provincia de Marga Marga, promulgada en 2009 e implementada a comienzos del año siguiente. Una propuesta de menor relevancia promueve la creación de una provincia en el área de Villarrica.
En la administración local, en tanto, la creación de nuevas comunas ha sido un tema bastante más recurrente que en los casos anteriores. Desde el retorno de la democracia, diversas propuestas han sido formuladas por el Gobierno y el Congreso, siendo algunas realizadas. Las últimas comunas creadas fueron Alto Hospicio, Alto Biobío, Cholchol y Hualpén, las que entraron en funciones durante 2004. Más de una treintena de propuestas han sido levantadas ante la Subsecretaría de Desarrollo Regional y Administrativo (Subdere), pero solo dos cuentan actualmente con algún tipo de respaldo oficial: la separación de Tongoy de la comuna de Coquimbo ya pasó el primer informe territorial generado por la Subdere y está a la espera de la evaluación económica, mientras la escisión en la comuna de Osorno para dar origen a Rahue ya se encuentra en trámite legislativo.
En agosto de 2015, se anunció el envío de un proyecto de ley, firmado por la presidenta Michelle Bachelet, para convertir a la Provincia de Ñuble en la Región de Ñuble.
Creándose así las Provincias de Itata, Punilla, Diguillín.
Sin embargo esta Región ya había sido propuesta por alcaldes y pobladores en repetidas veces anteriormente.
El 12 de julio de 2017 este proyecto fue aprobado por la cámara de Senadores, con 26 votos a favor y solo 2 en contra. El 19 de agosto de 2017, la presidenta Michelle Bachelet firmó el decreto promulgatorio de la ley que crea la región de Ñuble. La ley en cuestión fue publicada en el Diario Oficial el 5 de septiembre de 2017, y se implementó un año después, el 6 de septiembre de 2018.
Por ley número 21.074, se eliminó la numeración de las regiones y se estableció su designación mediante sus nombres.